# Onthophagus yarrumba
Onthophagus yarrumba là một loài bọ cánh cứng trong họ Bọ hung (Scarabaeidae).